# Jan Evangelista Zelinka
Jan Evangelista Zelinka (13. ledna 1893 Praha – 30. června 1969 Praha) byl český skladatel, klavírista a hudební publicista.

## Život
Český skladatel Jan Evangelista Zelinka byl synem stejnojmenného otce (Jan Evangelista Zelinka starší, 1856–1935), který byl ředitelem řady pražských kůrů a skladatelem především církevní hudby. Zelinka vystudoval obchodní akademii a až do 2. světové války pracoval jako úředník spořitelny, pak se věnoval skladbě. Hudebně se vzdělával jen nepravidelně a soukromě, nejprve u svého otce, poté u přítele rodiny, skladatele Josefa Bohuslava Foerstera a u mladších skladatelů Vítězslava Nováka, Otakara Zicha a Josefa Suka, zejména však u Otakara Ostrčila. Ostrčil také Zelinku v začátcích nejvíce podporoval a provedl v pražském Národním divadle jeho první hudebně-dramatické práce, opery Dceruška hostinského (1925) a Devátá louka (1931) a balet Skleněná panna (1928).
J. E. Zelinka byl velmi plodným skladatelem a komponoval ve všech hudebních formách (písně, sbory, kantáty, komorní hudba, symfonická hudba), zejména se však věnoval hudebně-dramatickému oboru. Napsal hudbu ke stovkám divadelních a rozhlasových inscenací a rovněž k filmům (např. Třetí rota režiséra Svatopluka Innemanna, 1931, nebo Červená ještěrka režiséra Františka Sádka, 1948). Značná část tvorby je věnována dětem.
Zelinkova hudba vychází z pozdního romantismu jeho učitelů, vyniká zejména lyrickou, citově zaměřenou stránkou, od 40. let významně ovlivněnou folklorem. Podle Anny Hostomské "v celém svém díle vychází z lásky k člověku".

## Hlavní hudebně-dramatická díla
- Dceruška hostinského, opera o 1 dějství na libreto Karla Maška, komponována roku 1921, premiéra 24. února 1925 v Národním divadle v Praze, dirigent Otakar Ostrčil, režie Robert Polák
- Červen, opera, komponována roku 1924, neuvedena
- Kokokodák, satirická opera o 3 dějstvích, neuvedena
- Skleněná panna, balet na libreto Karla Schulze, premiéra 2. července 1928 v Národním divadle v Praze, dirigent Otakar Ostrčil
- Devátá louka, lyrická hudební veselohra o 3 dějstvích na libreto Růženy Jesenské, komponována roku 1929, premiéra 19. září 1931 v Národním divadle v Praze, dirigent Otakar Ostrčil, režie Ferdinand Pujman
- Srdce na prázdninách (původně Srdce na udici), scénický melodram (groteska), libreto Jiří Mařánek, komponováno roku 1932, premiéra 28. ledna 1938 v Brně, dirigent Antonín Balatka
- Kdybych byla malým klukem, komponováno 1935
- Odchod Dona Quijota, komická opera o 1 jednání na libreto Viktora Dyka, komponováno 1936
- Paličatý švec, opera o 2 jednáních (7 obrazech) na libreto Josefa Kopty, komponováno roku 1940, premiéra 28. března 1944 v Národním divadle v Praze, dirigent Zdeněk Chalabala, režie Ferdinand Pujman
- Lásky žal i smích, komická opera ve 3 dějstvích na vlastní libreto podle Carla Goldoniho, komponována v roce 1946/1958, premiéra 2. února 1960 v Československém rozhlase, dirigent Vlastislav Antonín Viplar
- Meluzína, pohádková opera o 5 obrazech na libreto Františka Kožíka, komponována v roce 1947, premiéra 31. ledna 1949 v Československém rozhlase, dirigent František Dyk, scénicky 15. dubna 1950 v Plzni, dirigent František Belfín, režie Karel Berman
- Námluvy bez konce, rozhlasová opera na libreto J. P. Mölzera podle hry Ženitba Nikolaje Vasiljeviče Gogola, komponována roku 1949, premiéra 27. ledna 1950 v Československém rozhlase, dirigent František Dyk
- Jaro u Shakespeareů, hudební komedie na libreto P. Kostky, komponováno roku 1955
- Masopustní noc, opera o 3 jednáních na libreto Čeňka Studny podle hry Maškaráda Ludviga Holberga, komponován roku 1956
- Škola pro ženy, opera, libreto J. Z. Novák podle stejnojmenné hry Molièrovy, komponováno roku 1959
- Blouznivé jaro, lidová opera o 3 jednáních na libreto J. Doubravy, komponována roku 1960
- Dřevěný kůň, komorní opera na vlastní libreto podle Erskiona, komponována v letech 1962–63[5] [6] [7]